# Lupta de la Șinca (1916)
Lupta de la Șinca a fost o acțiune militară de nivel tactic, desfășurată pe Frontul Român, în timpul campaniei din anul 1916 a participării României la Primul Război Mondial. Ea s-a desfășurat în perioada 22 septembrie/5 octombrie 1916 și a avut ca rezultat victoria forțelor germane, în ea fiind angajate forțe române din Divizia 4 Infanterie română și forțe ale Puterilor Centrale din Divizia 76 Rezervă germană, Divizia 187 Infanterie germană și Divizia 51 Honvezi ungară. A făcut parte din acțiunile militare care au avut loc în bătălia dintre Olt și Mureș .:p. 288

## Comandanți

### Comandanți români
- General Grigore Simionescu

### Comandanți ai Puterilor Centrale
- General Hugo Elstermann von Elster
- General Edwin Sunkel
- General Béla Tanárky